# Paraphelenchus pseudoparietinus
Paraphelenchus pseudoparietinus är en rundmaskart. Paraphelenchus pseudoparietinus ingår i släktet Paraphelenchus och familjen Paraphelenchidae. Arten är reproducerande i Sverige. Inga underarter finns listade i Catalogue of Life.